# Bitte melde dich!
Bitte melde dich! war eine deutsche Real-Life-Doku-Serie, welche auf dem Privatsender Sat.1 ausgestrahlt wurde. Moderiert wurde die Sendung von Jörg Wontorra. Produziert wurde Bitte melde dich! in den ARRI TV-Studios in München.

## Geschichte
Bitte melde dich! versuchte Kontakte zwischen vermissten Personen und den Angehörigen herzustellen. Privatpersonen, die ihren Suchappell an die von ihnen vermisste Person richteten, wurden in die Sendung eingeladen. In einem nachgespielten Filmbeitrag wurde über die persönlichen Hintergründe der Vermissten berichtet und der Tag des Verschwindens rekonstruiert.
Ob es dem Produzententeam der Sendung wirklich darum ging, die Vermissten ausfindig zu machen, wurde von Kritikern angezweifelt, da keine detektivischen Nachforschungen erfolgten. Der Sendung wurde vorgeworfen, mit der Verzweiflung der Angehörigen die Einschaltquote nach oben treiben zu wollen, was dem Sender auch gelang. Die durchschnittliche Einschaltquote lag zwischen Dezember 1992 und März 1993 bei fast sechs Millionen Zuschauern.
Die Sendung wurde 1998 wegen verschlechterter Einschaltquoten abgesetzt, die einerseits auf die künstliche Rührseligkeit der Reihe, andererseits auf den Trend zu aggressiveren Formaten im Fernsehen wie Talk-Shows oder anderen Realityformaten zurückgeführt wurden.
Im Jahr 2012 startete Sat.1 mit Julia Leischik sucht: Bitte melde dich einen Remake.